# خورخي إيغناتيف
خورخي إيغناتيف (بالروسية: Игнатьев, Руф Гаврилович)‏ (و. 1818 – 1886 م) هو مؤرخ، وعالم آثار، وإنثوغرافي ‏، وعالم موسيقى من الإمبراطورية الروسية، ولد في موسكو، توفي في أورينبورغ، عن عمر يناهز 68 عاماً.

## التعليم
تعلم في معهد لازاريف للغات الشرقية، وتعلم في معهد باريس للموسيقى
.